# Osman Ali Khan, Asif Jah VII
Osman Ali Khan, Asif Jah VII (Hyderabad, 6 aprile 1886 – Hyderabad, 24 febbraio 1967) fu l'ultimo nizam di Hyderabad dal 1911 al 1948.

## Biografia

### I primi anni
Osman Ali nacque il 6 aprile 1886, a Purani Haveli nello stato di Hyderabad, secondo figlio di Mahbub Ali Khan, Asaf Jah VI e di sua moglie, Amat-uz-Zahrunnisa Begum. La morte del fratello maggiore nel 1887 lo rese l'erede apparente del trono di Hyderabad.
Grande attenzione venne tributata alla sua educazione ed egli ebbe modo di studiare inglese, urdu e persiano, lingue queste ultime nelle quali egli si dilettava in particolare nella poesia.
Il 14 aprile 1906 Osman Ali sposò Dulhan Pasha Begum (1889-1955), figlia del Nawab Jahangir Jung, a Eden Bagh, all'età di 21 anni. Ella fu la prima di sette mogli e 42 concubine, nonché madre di due figli Azam Jah e Moazzam Jah. La sua seconda moglie fu Iqbal Begum, figlia del Nawab Nazir Jung Bahadur (Mirza Nazir Beg).
Il figlio primogenito della coppia, Azam Jah, sposò successivamente Durru Shehvar, figlia di Abdul Mejid II l'ultimo califfo ottomano e cugino dell'ultimo sultano turco. Moazzam Jah sposò la principessa Niloufer, una principessa ottomana. Questi matrimoni d'interesse fanno sospettare alcuni storici che Osman Ali intendesse allargarsi verso il mediterraneo con l'acquisizione del califfato ottomano per i propri discendenti.

### Regno
Il 22 febbraio 1937 il settimanale Time declamò il Nizam di Hyderabad come l'uomo più ricco del mondo. Osman Ali divenne Nizam di Hyderabad alla morte del padre nel 1911. Lo stato di Hyderabad era il più grande degli stati principeschi dell'India non ancora indipendente. Con un'area di 223.000 km², esso aveva più o meno la stessa grandezza del Regno Unito. Il suo regnante aveva il più alto titolo principesco in India ed era uno dei cinque più alti principi indiani a godere del saluto di 21 colpi di cannone a salve.
Osman Ali era il monarca assoluto del proprio stato, anche se egli non si distinse mai nel proprio governo come un tiranno, preferendo di gran lunga essere benevolente e patrono dell'educazione, dello sviluppo sociale e delle scienze. i suoi 37 anni di governo videro l'introduzione dell'elettricità e delle ferrovie, oltre ad un maggior sviluppo di strade e e delle vie irrigue, derivate in particolare dal lago Nizamsagar presso la città di Hyderabad.

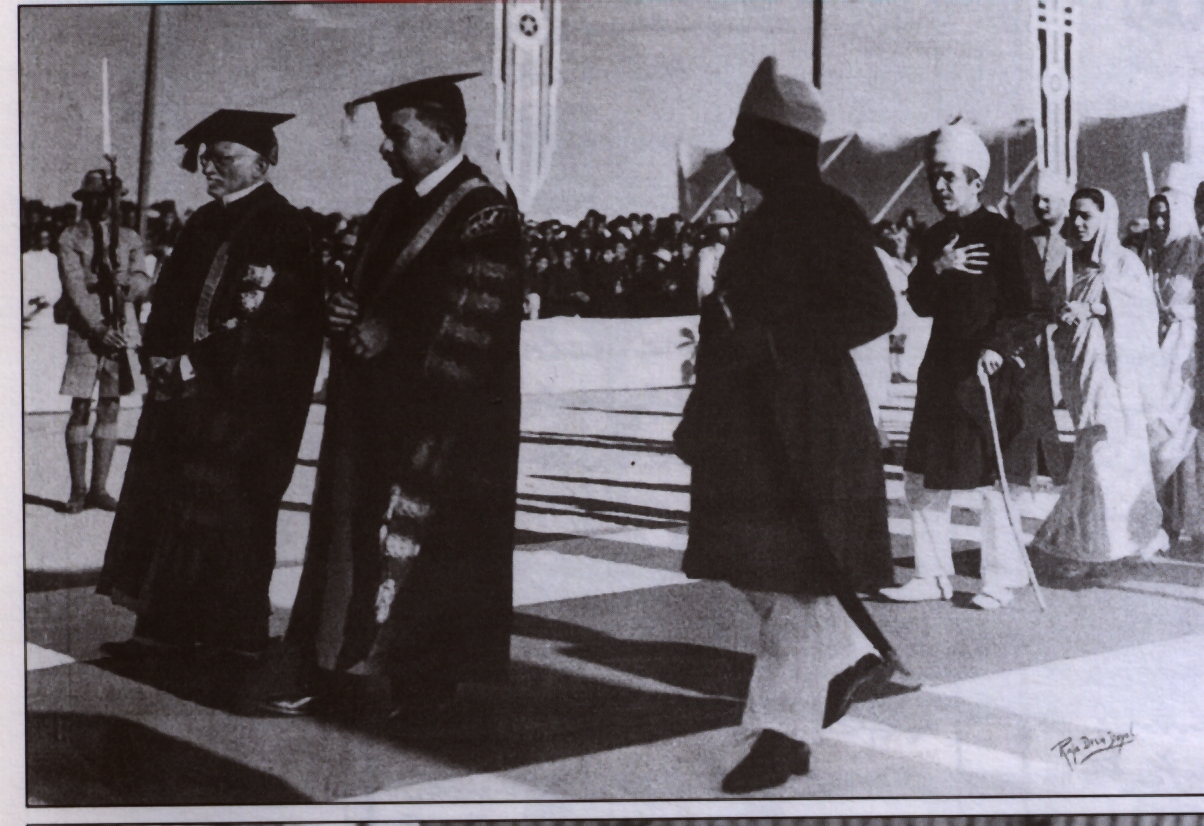
nizam durante l'inaugurazione dell'università di Osmania

Nel 1941, Mir Osman Ali Khan iniziò anche la costituzione di una propria banca, la Hyderabad State Bank (oggi State Bank of Hyderabad) concepita per essere la banca centrale di stato, che amministrava anche la "rupia di Hyderabad" in quanto questo era l'unico stato autorizzato ad avere una propria coniazione monetaria, che era differente dal resto dell'India.
Tra le maggiori costruzioni di Hyderabad che il Nizam fece costruire si ricordano l'Osmania General Hospital, l'Andhra Pradesh High Court, l'Asafiya Library oggi conosciuta come State Central Library, il municipio oggi conosciuto col nome di Assembly Hall, la Jubilee Hall, l'Hyderabad Museum oggi conosciuto come State Museum, il Nizamia Observatory e molti altri monumenti. Circa l'11% del budget statale venne destinato all'educazione: venne fondata la Osmania University con diversi collegi e addirittura un "Reparto traduzioni" per favorire gli scambi tra indiani e britannici. L'educazione primaria venne resa libera anche per i più poveri anche se la sua voglia di apertura lo portò ad essere largamente criticato per la sua quasi ignoranza verso le tradizioni locali ed i linguaggi nativi come l'Urdu.
Osman Ali visse al King Kothi Palace (palazzo acquistato dal nizam da un aristocratico privato), durante gran parte della propria vita, avendo abbandonato il Chowmahalla Palace all'età di 13 anni.

### Abdicazione
Dopo la dichiarazione d'indipendenza dell'India nel 1947, il paese vene suddiviso in partizioni comunali ed il Pakistan venne a formarsi come nazione indipendente e musulmana. Agli stati principeschi venne lasciata l'autonomia se decidere di entrare a far parte dell'India o del Pakistan. Il Nizam di Hyderabad governava una popolazione di 16 milioni di persone quando i britannici lasciarono l'India nel 1947 e perciò egli decise, in virtù della propria forza, di non aderire ad alcuno stato, ma di formare un regno indipendente e di entrare a far parte del Commonwealth inglese.

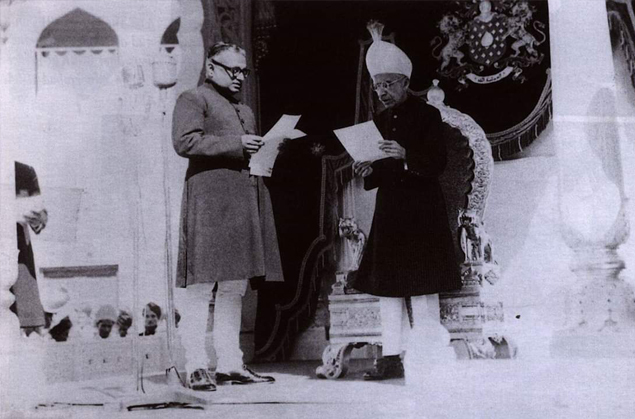
prestando giuramento come rajpramukh (governatore) di hyderabad

La proposta, dati i tempi, venne rifiutata dal governo inglese e il Nizam dovette perciò iniziare delle trattative col governo indiano visto che lo stato si trovava nel cuore del subcontinente dell'India stessa. Come si è detto, però, L'Hyderabad si trovava nel cuore dell'India e la sua posizione indipendente non avrebbe potuto durare a lungo. Come risultato di questo, con l'operazione "polo", l'esercito della nuova India indipendente (che divenne una Repubblica nel 1950) invase l'Hydeeabad nel 1948 annettendolo all'India.
Al Nizam, dopo questi fatti, venne comunque garantito il titolo onorifico di Rajpramukh dal 1950, ma egli rinunciò a questo incarico quando lo stato di Hyderabad venne riorganizzato nel 1956 e suddiviso per linee linguistiche.
Osman Ali Khan venne successivamente eletto al parlamento indiano per due mandati per il Kurnool e l'Anantapur Lok Sabha nel 1957 e nel 1962 rispettivamente, oltre a essere membro di varie commissioni parlamentari.

### Gli ultimi anni

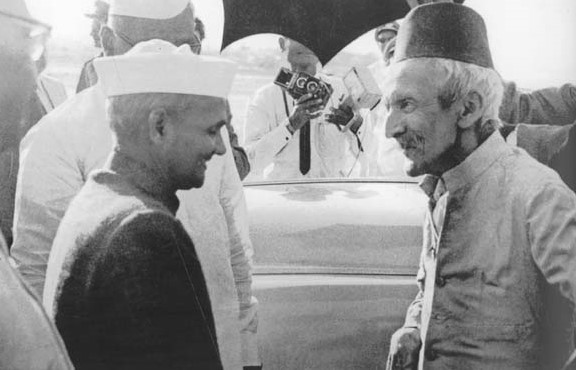
NIZAM con il primo ministro lal bahadur SHASTRI

ha anche donato 5000 kg d'oro al governo indiano durante la guerra indo-cina su richiesta del primo ministro (shastri)
Mir Osman Ali Khan Bahadur morì venerdì 24 febbraio 1967. Il suo funerale fu il più maestoso e il più grande di tutta la storia dell'India e secondo la sua volontà egli venne sepolto nella Judi Mosque di fronte al King Kothi Palace.
Egli è stato considerato come il sesto uomo più ricco di tutti i tempi, in quanto, durante il suo regno, accumulò la più grande collezione di oro e gioielli della storia, la quale, unita al capitale privato, ammontava a 184 miliardi di Euro.

## Discendenza
In totale, Osman Ali Khan ebbe 40 figli, tra i quali:
- Yawar Unnisa Begum Sahiba (morta in tenera età)
- Hidayat Unnisa Begum Sahiba (1901-1925)
- Azam Jah (1907-1970)
- Moazzam Jah (1907-1987)
- Osman 'Ali Khan Bahadur (29 febbraio-30 giugno 1908)
- Unnisa Begum Sahiba (1910-1985)
- Ahmad 'Ali Khan Bahadur (1912-)
- Kazim Jah (1912-1952)
- Abid Jah (1913-1983)
- Hashmat Jah (1913-1988)
- Hashim Jah (1913-1991)
- Taqi Jah (1913-1985)
- Hurmat un-nisa Begum Sahiba (1913-)
- Karim un-nisa Begum (1913-)
- Jamal un-nisa Begum Sahiba (1913-1973)
- Behbood un-nisa Begum Sahiba (1914-)
- Mahmood un-nisa Begum Sahiba (1914-1984)
- Basharat Jah (1915-1991)
- Mehar un-nisa Begum Sahiba (1915-1964)
- Ghaffoor un-nisa Begum Sahiba (1915-)
- Aleem un-nisa Begum Sahiba (1915-)
- Nazeer un-nisa Begum Sahiba (1916-1975)
- Rajjab Jah (1917-1968)
- Sa'adat Jah (1917-1988)
- Faruq un-nisa Begum Sahiba (1918-)
- Kabir un-nisa Begum Sahiba (1920-)
- Masud un-nisa Begum Sahiba (1923-1980)
- Asmat un-nisa Begum Sahiba (1924-1979)
- Bashir un-nisa Begum Sahiba (1927-)
- Ramzani Begum Sahiba (1931-1974)
- Jawad Jah (d. 1936)
- Figlio nato morto (1938)
- Mashadi Begum Sahiba (1939-)
- Zulfiqar Jah (1943-)
- Imdad Jah (1944-)
- Nawazish Jah (1944-)
- Fazal Jah (1946-)
- Bhojat Jah (1947-1982)
- Sabir Jah (1948-1985)
- Sayida Begum Sahiba (1949-)